# Big Band UDEP
El Grupo Orquestal universitario de la Universidad de Piura (Big Band UDEP) es una agrupación musical de estudiantes universitarios con sede en la Universidad de Piura, Perú. A partir del año 2001, hasta la actualidad, la Big Band es dirigida por el Director de Orquesta, Trombonista, Arreglista, Alfredo Carrasco. En el 2021, la Big Band UDEP ha cumplido 20 años bajo su dirección. Cuenta con dos producciones discográficas.

## Inicios
El Grupo Orquestal UDEP inició su funcionamiento en la Universidad de Piura, como una iniciativa, dirigida a convocar a los alumnos de esta universidad aficionados al cultivo de la práctica de un instrumento musical, de modo que, a la vez que se ejercitaran y perfeccionaran, pudieran integrar un conjunto dispuesto a dar realce a las ceremonias académicas más importantes.
A inicios del segundo semestre del año académico 1994, siguiendo las orientaciones del Maestro Arturo Hernández, se constituyó el Grupo Orquestal en la UDEP. Contando con la Promoción y Coordinación de Luis Francisco Eguiguren Callirgos quien era director del Programa Académico de Estudios Generales en la Facultad de Ciencias y Humanidades. La primera presentación pública del Grupo fue posible gracias a la labor de preparación instrumental que llevó a cabo el Profesor Rafael Zeta Kuro, músico piurano. Dirigía al Grupo Orquestal y a la Coral Universitaria el Maestro Arturo Hernández. El motivo de la presentación inicial fue la primera Ceremonia de investidura de Doctorados Honoris Causa en la UDEP el 9 de septiembre de 1994 dentro de los actos conmemorativos de los 25 años del inicio del funcionamiento de la Universidad de Piura . Este Grupo Orquestal, de una primera era, tuvo presentaciones anuales hasta 1997 incluido.
A mediados del año 2001, Alfredo Carrasco Sánchez, quien había integrado, como alumno de UDEP, el Grupo Orquestal UDEP de la primera era; se presentó al Dr. Luis Francisco Eguiguren Callirgos con una audaz propuesta: reanudar el funcionamiento del Grupo Orquestal siendo él su gestor musical. El Profesor Carrasco venía de Lima donde había estudiado en el Conservatorio Nacional la especialidad de trombón de varas. El Dr. Eguiguren estaba dispuesto a continuar su labor de Promotor y Coordinador de la agrupación musical.
Desde su presentación del 28 de septiembre de 2001 en la segunda Ceremonia de Investidura de Doctores Honoris Causa, el Grupo Orquestal UDEP se consolida, debido a las iniciativas e intensa labor Prof. Alfredo Carrasco.
Normalmente participan en las actividades musicales entre 35 y 50 jóvenes que saben armonizar su tiempo de clases y estudio con los ensayos.

## Trayectoria
A partir de marzo de 2002 la presencia del Grupo Orquestal en la vida del Campus Universitario de la UDEP es constante. Desde entonces ha llegado a ser algo habitual que, en los primeros días de cada semestre académico, la Big Band ofrezca un Microconcierto en los jardines de la Universidad, cuando éstos son transitados por muchos estudiantes, durante los breves momentos que median entre término e inicio de las clases. Muchos universitarios conocen así directamente la actividad de la Big Band y se deciden a participar en la agrupación.
La Big band ha realizado en el Campus de la UDEP en Piura multitud conciertos, algunos de estos con un tema central como Música Latinoamericana y Música Peruana.
Anualmente la Big Band suele ofrecer un concierto, en el mes de junio, con motivo de la celebración del Fundador de la UDEP: San Josemaría Escrivá. Se trata de una presentación central que muestra el repertorio que han ensayado durante el transcurso del primer semestre académico.
Al cumplir el décimo aniversario bajo la dirección del Profesor Alfredo Carrasco, el Grupo Orquestal se presentó por primera vez en Lima. Ofreció un concierto en el Anfiteatro Chabuca Granda del Parque central 7 de junio del distrito de Miraflores. Asistió el Alcalde distrital Jorge Muñoz Wells, quien se expresó así: “Si este Grupo Orquestal tiene 10 años de formado es una señal de que las cosas se están haciendo bien. Debemos destacar que una agrupación formada por jóvenes universitarios haya durado todos estos años impulsando la música en Piura. Para la comuna de Miraflores es un honor que se presenten en este tradicional parque miraflorino”
Cada año desde 2010 la Big Band UDEP brinda un muy concurrido Concierto de Navidad en la Plaza de Armas de Piura con el auspicio de la Municipalidad de Piura.
El tema "Carnavales peruanos" del CD "Surcando un sueño" fue elegido para representar al Perú en Tailandia para el Congreso del IAESTE (International Association for the Exchange of Students for Technical Experience A.s.b.l.) que se realizó a fines de enero de 2011.
En el 2012 participó en la inauguración del Primer Festival Nacional de Vientos que se desarrolló en el Club Grau de Piura, siendo elogiada su actuación por músicos destacados.
En 2013 la Big Band UDEP recibió una donación de instrumentos musicales de la Unió Musical L'Eliana de Valencia, España. Este donativo ha sido importante para el desarrollo de la agrupación musical universitaria.
En 2014, como parte de las actividades realizadas durante el I Encuentro de Voluntarios UDEP, el Grupo Orquestal estrenó “Somos Univas”, un himno referido a las acciones de voluntariado de acción social que los alumnos de la Universidad realizan.
En el año 2021, el Grupo Orquestal UDEP ha cumplido 20 años bajo la dirección del maestro Alfredo Carrasco Sánchez. 

## Actualidad
En la actualidad, la Big Band UDEP es dirigida por el maestro Alfredo Carrasco Sánchez y es promovida por el Dr. Luis Francisco Eguiguren Callirgos. Cuenta con una muy eficiente y destacada labor de Coordinación a cargo de la Magíster Milagros Pasache Araujo desde marzo de 2009.

## Discografía
Surcando el sueño (2010)
Viva la Navidad (2016)